# Berzunți
Berzunţi é uma comuna romena localizada no distrito de Bacău, na região de Moldávia. A comuna possui uma área de  km² e sua população era de 5380 habitantes segundo o censo de 2007.